# Pierrepont (Aisne)
Pierrepont település Franciaországban, Aisne megyében. Lakosainak száma 336 fő (2022. január 1.). Pierrepont Grandlup-et-Fay, Liesse-Notre-Dame, Mâchecourt, Missy-lès-Pierrepont és Vesles-et-Caumont községekkel határos.

## Népesség
A település népességének változása:
| Lakosok száma | 361  | 370  | 394  | 392  | 402  | 401  | 370  | 347  | 340  | 336  |
|               | 1968 | 1982 | 1990 | 2006 | 2013 | 2015 | 2017 | 2019 | 2020 | 2022 |